# Baccalena squamulosa
Baccalena squamulosa é uma espécie de gastrópode  da família Camaenidae.
É endémica da Austrália.